# Альфонс-Карло де Бурбон
Альфонс-Карло де Бурбон або Карло XII (12 вересня 1849, Лондон — 29 вересня 1936, Відень) — князь Сан-Хайме з династії Капетингів іспанської гілки дому Бурбонів. Карлістський претендент на іспанський престол під ім'ям Альфонса Карлоса I (1931—1936) та легітиміський претендент на французький королівський престол під ім'ям Карла XII (1931—1936).

## Життєпис
Другий син інфанта Хуана Іспанського або дофіна Жана ІІІ Французького (1822—1887), графа Монтісона та ерцгерцогині Марії Беатріче Австрійської-Есте. Його батько був карлістським претендентом на іспанський престол (1860—1868) та легітимістським претендентом на французький трон (1883—1887). Його старший брат — Карл XI або Карл Молодший (1848—1909), герцог Мадридський, карлістський претендент на іспанський престол (1868—1907) та легітиміський претендент на французький престол (1887—1907).
26 квітня 1871 року в Клайнхойбаху в Баварії Альфонсо-Карлос одружився з інфантою Марією даш Невеш , донькою короля Португалії Мігеля I та Аделаїди Левенштейн-Вертгейм-Розен. Шлюб був бездітним. Марія даш Невеш супроводжувала свого чоловіка під час багатьох військових кампаній Іспанії.
2 жовтня 1931 року після смерті свого племінника Хайме III або Жака I, герцога Мадридського, 82-річний Альфонс-Карло став карлістським претендентом на іспанський престол та легітиміським претендентом на трон Франції. Він видав кілька маніфестів для своїх іспанських прихильників, у тому числі у 1932 та червні 1934 років. Проголосив себе королем Іспанії під ім'ям Альфонса Карлоса I та королем Франції під ім'ям Карла XII. Використовував також титули князя Сан-Хайме в Іспанії та герцога Анжуйського у Франції.
Під час Громадянської війни в Іспанії Альфонсо-Карлос доручив своїм прихильникам-карлістам співпрацювати з націоналістами під керівництвом генерала Франсіско Франка.
28 вересня 1936 року Альфонсо-Карло був збитий військовою вантажівкою, коли перетинав вулицю у Відні. Його тіло поховали в каплиці його замку в Пуххаймі.
Після смерті Альфонсо-Карла серед іспанських карлістів з'явилися дві групи, що конкурували між собою, які по-різному інтерпретували «Салічну правду». Це призвело до розпаду руху карлістів на «alfonsinos» (прихильники колишнього короля Іспанії Альфонсо XIII) та «cruzadistas» (прихильників князя Франциска Ксав'є Бурбона-Пармського).